# Йордан Асенов
Йордан (Юрдан) Хаджипетров Асенов е български революционер, деец на Вътрешната македоно-одринска революционна организация.

## Биография
Йордан Асенов е роден на 28 декември 1869 година в Сливен, тогава в Османската империя. Племенник е на легендарния войвода Хаджи Димитър и по-голям брат на революционера от ВМОРО Кръстьо Асенов. Завършва Сливенската гимназия и участва в дейността на Върховния македоно-одрински комитет. След разцепленитето на ВМОК на Десетия конгрес на организацията през юли 1902 година, Йордан Асенов, като приятел на Гоце Делчев, застава на страната на крилото на инженер Христо Станишев, поддържащо линията на ВМОРО. Асенов е избран за член касиер на организацията, докато нейни ръководители са председателят Станишев, подпредседателят Тома Карайовов и съветниците Пейо Яворов и Стоян Петров.
Йордан Асенов участва и в подготовката на Илинденско-Преображенското въстание.
След Младотурската революция Йордан Асенов се оттегля от активната революционна дейност и упражнява професията си. Умира в София на 29 март 1936 година.
Сестра му доктор Събка Асенова съхранява част от откупа от аферата „Мис Стоун“ през 1902 година, а братовчедите му Димитър и Иван Асенови са четници при войводата Тома Давидов.
През Първата световна война е заведующ на станция в инженерни войски, управление на началника на жп съобщенията. За заслуги във войната е награден с орден „За военна заслуга“, V степен.
- „Позивъ къмъ членоветѣ на Македоно-Одринската организация въ България“ на комитета Станишев-Карайовов, 13 август 1902 г., прибавка към брой № 26 на „Право“, подписан от Юр. Асенов като касиер на Върховния комитет